# Логан Егглстон
Логан Егглстон (англ. Logan Eggleston; 13 листопада 2000, Брентвуд, Теннессі) — американська волейболістка, догравальник. Чемпіонка Національної асоціації студентського спорту. Найкраща волейболістка у сезоні 2022/2023 за версією «Honda Sports Award». З 2023 року виступає за національну збірну США.

## Із біографії
У Техаському університеті навчалася з 2018 року. На першому курсі її визнали найкращою дебютанткою конференції Big 12. На другому курсі її обрали капітаном «Лонгорнз». З 2020 року — президент комітету студентів-спортсменів університету, брала активну участь у житті студентського містечка.
Цього сезону її команда грала у фіналі національного студентського чемпіонату, а Логан Егглстон обрали до символічної збірної турніру. У 2022 році «Лонгорнз» стали чемпіонами, а її визнали найкращою волейболісткою першості.
У сезоні 2023/2024 захищала кольори стамбульського «Галатасарая». У 2024 році уклала контракт з клубом «Остін» з новостворенної Першої волейбольної ліги. Основу цієї команди склали випускники Техаського університету різних років.

## Клуби
| Роки      | Клуби                   |
| --------- | ----------------------- |
| 2023—2024 | «Галатасарай» (Стамбул) |
| 2024—     | «Остін»                 |

## Досягнення
Чемпіонат Національної асоціації студентського спорту
- Перше місце (1): 2022

Чемпіонат Першої волейбольної ліги
- Перше місце (1): 2025